# Hydriena ferruginea
Hydriena ferruginea är en insektsart som först beskrevs av Walker 1851.  Hydriena ferruginea ingår i släktet Hydriena och familjen Dictyopharidae. Inga underarter finns listade i Catalogue of Life.